# Lysolajský sad Housle
Ovocný sad Housle v Lysolajích v Praze je sad složený z několika druhů ovocných stromů (hrušně, jabloně, třešně), který se nachází v přírodní památce Housle.

## Historie
Sad byl založen počátkem 20. století na místě jedné z pěti Lysolajských pískoven. Vede do něj široká cesta s přírodním zpevněným povrchem. Rozkládá se ve střední části rokle, kterou bývalá pískovna rozšiřuje v hluboký uzavřený amfiteátr. Samotný sad byl vysazen v její západní části a v prudkých jižních svazích a vedou jím příkré pěšiny.

## Parametry
- Celková rozloha: 0,9 ha
- Počet stromů: 48 (r. 2014), cílový počet 100
- Odrůdy:
  - Hrušně: staré druhy - Mechelenská, Dielová; dosazené nové druhy - Clappova
  - Jabloně: staré druhy - Charlamovski (Borovinka), Průsvitné letní, Ontario, Boikovo, Landsberská reneta, Breuhahnová; dosazené nové druhy - Croncelské, Zvonkové, Průsvitné, Matčino, Ontario
  - Třešně: staré druhy - Karešova, Kaštánka, Thurn-taxis, Libějovická, Napoleonova, Rychlice německá, Pivovka, Koburská, Schneiderova, Pumra; dosazené nové druhy - Germersdorfská, Dönnisenova, Kaštánka, Ladeho, Moreau, Karešova, Velká černá chrupka, Německá rychlice
- Ovoce k natrhání: staré stromy plodí minimálně, nové výsadby plodit začínají[1]

## Zajímavosti
V sadu a jeho okolí je umístěno několik pískovcových soch vytvořených při jednom z pravidelných sochařských sympozií.